# Иван Остојић
Иван Остојић (Новаци код Уба, 1862 — 1915), земљорадник и дунђер, те учесник два Балканска рата, као и Првог светског рата. Носилац је Златног војничког ордена Карађорђеве звезде са мачевима, као и још неколико одликовања и признања.

## Биографија
Иван Остојић рођен је у селу Новаци код Уба 1862. године. Потиче из породице која се крајем XVIII века из Босанске Крајине доселила у Тамнаву. Отац Обрад и мајка Мара, пољопривредници, поред њега имали су још два сина – Милана, дунђера и Јована, абаџију. Пошто приходи од пољопривреде нису били довољни за издржавање бројне породице углавном се бавио зидарским и дрводељачким пословима.

### Ратно искуство
Учествовао је у оба балканска, као и Првом светском рату показао се упорним, издрживим, храбрим и веома спретним. Као редов V пешадијског пука „Краља Милана“ Дринске дивизије III позива истакао се у више борби и других акција. За осведочену храброст и пожртвовање у рату против Аустроугарске 1914—1915. године одликован је Златног војничког ордена Карађорђеве звезде са мачевима. О томе је издат указ ФАО бр. 11103, од 15. јуна 1915. године, али и повеља бр. 1029/27, од 13. августа 1927. године.
Страдао је 1915. године. Није познато где је то било, али тамо и почива. Вероватно је то било током повлачења српске војске преко Космета и Албаније.
У браку са Стеванијом имао је сина Љубомира и кћерке: Јелисавету, Савку и Јелицу.